# مارك ميلر (سياسي)
مارك ميلر (بالإنجليزية: Marc Miller)‏ هو محامي وسياسي أمريكي، ولد في 12 مارس 1971 في مونتريال في كندا. حزبياً، نشط في الحزب الليبرالي الكندي. وقد انتخب عضو مجلس العموم الكندي عن دائرة Ville-Marie—Le Sud-Ouest—Île-des-Sœurs ‏ وقد انضم خلال فترته النيابية ‏ للكتلة البرلمانية الحزب الليبرالي الكندي.